# Lista de premiados no Cine Ceará

Troféu Mucuripe.

Esta é uma lista de premiados – filme, diretor, atores, trilha sonora, fotografia, roteiro, montagem, cenografia, som, música, figurino e prêmios especiais – no Cine Ceará:

## 1991: 1ª Edição
Não há informações.

## 1992: 2ª Edição
Não há informações.

## 1993: 3ª Edição
- Melhor Filme: Azul Caixão de Anjo, de Jane Malaquias.[1]

## 1994: 4ª Edição
Não há informações.

## 1995: 5ª Edição
Não há informações.

## 1996: 6ª Edição
Mostra Competitiva de Curta-metragem
- Melhor Filme: Mr. Abrakadabra!, de José Araripe Jr.
- Melhor Direção: Chico Teixeira, por Criaturas que Nasciam em Segredo
- Melhor Roteiro: Chico Teixeira, por Criaturas que Nasciam em Segredo
- Melhor Ator: Jofre Soares, por Mr. Abrakadabra!
- Melhor Direção de Arte: Ewald Hackler,  por Mr. Abrakadabra!

## 1997: 7ª Edição
Não há informações.

## 1998: 8ª Edição
Não há informações.

## 1999: 9ª Edição
Mostra Competitiva de Curta-metragem
- Melhor Filme: Litania da Velha[3]

## 2000: 10ª Edição
Mostra Competitiva de Longa-metragem
- Prêmio Especial do Júri: O Dia da Caça, de Alberto Graça e Luciana Boal-Marinho

Mostra Competitiva de Curta-metragem
- Melhor Filme: Texas Hotel, de Cláudio Assis[4]

## 2001: 11ª Edição
Mostra Competitiva de Longa-metragem
- Melhor Filme: Janela da Alma, de João Jardim e Walter Carvalho
- Melhor Direção: Toni Venturi, por Latitude Zero
- Melhor Fotografia: Walter Carvalho, por Janela da Alma
- Melhor Montagem: Lucas Bambozzi, Cao Guimarães e Beto Magalhães, por O Fim do Sem Fim
- Melhor Roteiro: Di Moretti, por Latitude Zero
- Melhor Trilha Sonora Original: José Miguel Wisnick, por Janela da Alma
- Melhor Direção de Arte: André Velloso, por Latitude Zero
- Melhor Ator: Cláudio Jaborandy, por Latitude Zero
- Melhor Atriz: Cláudia Missura, Graziella Moretto, Lena Roque, Olívia Araújo, e Renata Mello, por Domésticas
- Prêmio especial do júri: "Barra 68, de Wladimir Carvalho

Mostra Competitiva de Curta-metragem em película
- Melhor filme: "A Canga", de Marcus Vilar
- Melhor direção: Camilo Cavalcante, por "O Velho, o Mar e o Lago"
- Melhor fotografia: Heloísa Passos e Jacques Cheuiche, por "Brennand", de Liz Donovan
- Melhor montagem: Eduardo Escorel e Helgi Thor, por "Retrato Pintado"
- Melhor roteiro: Jorge Furtado, por "O Sanduíche"
- Melhor filme de animação: "Patativa", de Ítalo Maia
- Melhor filme experimental: "O Cego Estrangeiro", de Marcius Barbieri
- Melhor trilha sonora original: Flávio Venturini, por "Retrato Pintado"
- Melhor direção de arte: André Scarlazari, por "Retrato Pintado"
- Melhor ator: Otávio Augusto, por "BMW Vermelho"
- Melhor atriz: Denise Weinberg, por "BMW Vermelho"
- Melhor produção cearense: "Retrato Pintado", de Joe Pimentel
- Prêmio especial do júri: "Sargento Garcia", de Tutti Gregianin

## 2002: 12ª Edição
Mostra Competitiva de Longa-metragem
- Melhor Filme: Uma Vida em Segredo, de Suzana Amaral
- Melhor Direção: Jorge Furtado, por Houve uma Vez Dois Verões
- Melhor Roteiro: Jorge Furtado, por Houve uma Vez Dois Verões
- Melhor Ator: Wagner Moura, por As Três Marias[7]
- Melhor Atriz: Sabrina Greve, por Uma Vida em Segredo
- Melhor Direção de Arte: Uma Vida em Segredo, de Adrian Cooper
- Melhor Fotografia: Uma Vida em Segredo, de Lauro Escorel
- Melhor Edição: Houve uma Vez Dois Verões, de Giba Assis Brasil
- Melhor Trilha Sonora Original: A Festa de Margarette, de Hique Gomez

Mostra Competitiva de Curta-metragem
- Melhor Filme: A Ordem dos Penitentes, de Petrus Cariry

## 2003: 13ª Edição
Mostra Competitiva de Longa-metragem
- Melhor Filme: Amarelo Manga[9]
- Direção: Cláudio Assis, por Amarelo Manga
- Fotografia: Walter Carvalho, por Amarelo Manga
- Edição: Paulo Sacramento, por Amarelo Manga
- Roteiro: Hilton Lacerda, por Amarelo Manga
- Trilha Sonora Original: Lúcio Maia e Jorge Du Peixe, por Amarelo Manga
- Direção de Arte: Renata Pinheiro, por Amarelo Manga
- Melhor Atriz: Dira Paes, por Amarelo Manga
- Melhor Ator: Mateus Nachtergaele, por Amarelo Manga
- Prêmio Especial de Figurino: Renata Pinheiro, por Amarelo Manga

Mostra Competitiva de Curta-metragem em película
- Melhor Filme: "Cega Seca", de Sofia Federico
- Direção: José Roberto Torero, por "Morte"
- Fotografia: Elisa Cabral, por "Caçador de Miragens: Flávio Tavares"
- Montagem: Francisco Sérgio Moreira e Cláudio Fernandes, por "Rua da Escadinha 162"
- Roteiro: Sofia Federico, por "Cega Seca"
- Trilha Sonora: "Caçador de Miragens: Flávio Tavares"
- Animação: Leo Cadaval, por "Terminal"
- Direção de Arte: Felipe Muanis, por "Cego e o Amigo Gedeão à Beira da Estrada"
- Ator: Agnaldo Lopes, por "Cega Seca"
- Atriz: Laura Cardoso, pelo desempenho nos filmes "No Bar" e "Morte"
- Figurino: Robson Ruy, por "Morte"
- Prêmio Especial para Filme Experimental: "Afinação da Interioridade", de Roberto Berliner
- Prêmio Especial do Júri: "Glauces – Estudos de um Rosto", de Joel Pizzini
- Menção Honrosa: Galpão, produtora do filme "Mangue e Tal", animação dos alunos da rede municipal de ensino de Vitória, Espírito Santo, pela oportuna utilização do cinema como instrumento pedagógico de inclusão social

Mostra Competitiva de Curta-metragem em vídeo
- Melhor Vídeo: "Parque de Diversões", de Armando Praça
- Direção: Ana Luíza Azevedo, por "Olho da Rua"
- Fotografia: Cleumo Segond, por "Na Garupa de Deus"
- Edição: João Landi Guimarães, por "Silva"
- Roteiro: Armando Praça e Micheline Holanda, por "Parque de Diversões"
- Trilha Sonora: Paulo Pugliese, por "Silva"
- Direção de Arte: Armando Praça e Tarsila Furtado, por "Parque de Diversões"
- Ator: Pedro Domingues, por "Parque de Diversões"
- Prêmio Especial de Animação: "Guernica", de Marcelo Ricardo Ortiz
- Melhor Produção Cearense: "Águas de Romanza", de Patrícia Baía e Gláucia Soares

## 2004: 14ª Edição
Mostra Competitiva de Longa-metragem
- Melhor Filme: Lost Zweig, de Sylvio Back
- Direção: Sylvio Back, por Lost Zweig
- Fotografia: Antônio Luiz Mendes, por Lost Zweig
- Roteiro: Erica Bauer, por Dom Helder
- Trilha Sonora Original: Paulo Moura, por Lost Zweig
- Direção de Arte: Fiapo Bart, por Noite de São João
- Melhor Atriz: Soia Lira, em O Quinze
- Melhor Ator: Jurandir Oliveira, em O Quinze
- Montagem: Sergio Raposo e Liloye Boubli, por Dom Helder
- Som: Noite de São João
- Prêmio Especial do Júri: O Risco – Lucio Costa e a Utopia Moderna, de Geraldo Motta Filho

Mostra Competitiva de Curta-metragem em película
- Melhor Filme: "Formiga", de Verônica Guedes
- Direção: Amílcar Claro, por "Imensidade"
- Fotografia: Mauro Pinheiro, por "Transubstancial"
- Montagem: André Finotti, por "Infinitamente Maio"
- Roteiro: Alexei Abib, por "Infinitamente Maio"
- Trilha Sonora Original: Galeano Tinoco, por "Formigas"
- Som: Daniel Melo, Helena, Betto Ferraz, Armando Torres, por "A Solidão dos Dias Difíceis"
- Direção de Arte: Eduardo Aparício, por "Formigas"
- Ator: Denis Victorazo, por "Infinitamente Maio"
- Atriz: Jerusa Franco, por  "Infinitamente Maio"
- Prêmio Especial do Júri: Hansen Bahia

Mostra Competitiva de Curta-metragem em vídeo
- Melhor Vídeo: "Desirella", de Carlos Eduardo Nogueira
- Direção: Carlos Eduardo Nogueira, por "Desirella"
- Fotografia: Paulo Soares e Aluísio Raolino, por "No Ritmo da Raça"
- Montagem: Jonny Brandão e Adriano Lírio, por "Quase Diretor"
- Roteiro: Bertrand Lira, por "Bom Dia Maria de Nazaré"
- Trilha Sonora Original: Ruggero Ruschioni, por "Desirella"
- Direção de Arte: Gisela Cardoso, por "Enquadros"
- Ator: Othon Bastos, em "O Número"
- Prêmio Especial do Júri: "O Menino e o Azul"
- Premiação para Animação (entre Filmes e Vídeos): "Desirella"
- Melhor Produção Cearense: "Formigas"

## 2005: 15ª Edição
Mostra Competitiva de Longa-metragem
- Melhor Filme: A Pessoa É para O Que Nasce
- Direção: Carlos Reichenbach, por Bens Confiscados
- Roteiro: Sérgio Bianchi, Eduardo Benaim e Nilton Canito, por Quanto Vale ou É por Quilo?
- Fotografia: Mário Carneiro e Dibi Lufti
- Trilha Sonora: Júlio Medaglia, por "A Marca do Terrir"
- Direção de Arte: Renata Tessari, por Quanto Vale ou É por Quilo?
- Atriz: Bettty Faria, por Bens Confiscados
- Ator: Werner Schünemann, por Bens Confiscados
- Montagem: Paulo Sacramento, por Quanto Vale ou É por Quilo?
- Ator Coadjuvante: Lázaro Ramos, por Quanto Vale ou É por Quilo?
- Atriz Coadjuvante: Ariclê Perez, por Quanto Vale ou É por Quilo?
- Som: Juarez Dagoberto, por Por Trinta Dinheiros
- Prêmio Especial do Júri: Moacir Arte Bruta, de Walter Carvalho

Mostra Competitiva de Curta-metragem em vídeo
- Melhor Vídeo: "Meu Nome é Paulo Leminski"
- Direção: Cézar Migliori, por "Meu Nome é Paulo Leminski"
- Fotografia: Emerson Pessoa, por "Sexo com Objetos Inanimados"
- Roteiro: Érico Campos Rassi, por "Sexo com Objetos Inanimados"
- Edição: João Maria, por "Ave Maria, Mãe dos Oprimidos"
- Direção de Arte: Paulinho Pessoa, por "Miragem"
- Ator: Lúcio Macedo, por "Sexo com Objetos Inanimados"
- Atriz: Ester França e Juliana Macedo, por "Miragem"
- Som: Osmar Assis e Felipe Machado, por "Ave Maria, Mãe dos Oprimidos"
- Prêmio Especial do Júri: "O Grande Pênis Branco"

Mostra Competitiva de Curta-metragem em película
- Melhor Filme 16 mm: "Curta-metragem Metalingüístico de Baixo Orçamento, ou Aceita Mais Café?"
- Melhor Filme 35 mm: "Intimidade"
- Direção: Joana Oliveira, por "Habanera"
- Fotografia: Roberto Iuri, por "Canoa Veloz"
- Edição: Éric Laurence, por "Entre Paredes"
- Roteiro: Cristiana Oliveira, por "Messalina"
- Trilha: Naná Vasconcelos, por "Entre Paredes"
- Direção de Arte: Maíra Coelho, por "Intimidade"
- Ator: Fernando Alves Pinto, por "Intimidade"
- Atriz: Vanise Carneiro, por "Messalina"
- Som: Nicola Hallet, por "Entre Paredes"

Categoria sem bitola
- Melhor Animação: "O Vampiro", de Douglas Alves Ferreira
- Melhor Produção Cearense: "Canoa Veloz"
- Melhor Curta com Temática Nordestina: "Paola", de Eduardo Chaves

## 2006: 16ª Edição
MOSTRA COMPETITIVA IBERO-AMERICANA DE LONGA-METRAGEM
- Melhor Filme: O Guardião, de Rodrigo Moreno (Argentina)
- Prêmio Especial do Júri: Ao Outro Lado, de Natalia Almada (México)
- Melhor Direção: Rodrigo Moreno, por O Guardião (Argentina)
- Melhor Roteiro: Claudia Llosa, por Madeinusa (Peru)
- Melhor Ator: Julio Chávez, por O Guardião (Argentina)
- Melhor Atriz: Luisa Maria Jimenez, por Bairro Cuba (Cuba)
- Melhor Fotografia: Raul Perez Ureta, por Madeinusa (Peru)
- Melhor Montagem: Natalia Almada, por Ao Outro Lado (México)
- Melhor Direção de Arte: Sérgio Silveira, por As Tentações do Irmão Sebastião (Ceará)
- Melhor Trilha Sonora Original: André Luis Oliveira, por Agostinho da Silva - Um Pensamento Vivo (Bahia)
- Melhor Som: Martin Grignaschi, por Iluminados pelo Fogo (Argentina)
- Prêmio da Crítica:

- O Guardião: pela contribuição a novas perspectivas narrativas.
- As Tentações do Irmão Sebastião (Ceará): pelo fôlego criativo e ousadia na abordagem do tema.

## 2007: 17ª Edição
MOSTRA COMPETITIVA IBERO-AMERICANA DE LONGA-METRAGEM
- Melhor Filme: Querô, de Carlos Cortez[14]
- Melhor Direção: Pavel Giroud, por La Edad de La Peseta
- Melhor Roteiro: Pablo Bardauil, por Chile 672
- Melhor Fotografia: Paulo Ares, por Body Rice
- Melhor Edição: Paulo Sacramento, por Querô
- Melhor Som: Pedro Melo, Gerard Rousseau e Elsa Ferreira, por Body Rice
- Melhor Trilha Sonora Original: Ulises Hernandez, por La Edad de La Peseta
- Melhor Direção de Arte: Vivian del Valle, por La Edad de La Peseta
- Melhor Ator: Maxwell Nascimento, por Querô
- Melhor Atriz: Magdyel Ugaz, por Mariposa Negra

MOSTRA COMPETITIVA BRASILEIRA DE CURTA-METRAGEM
- Melhor Curta: Vida Maria, de Marcio Ramos
- Melhor Direção: Alexandre Basso, por Paralelos
- Melhor Fotografia: Roberto Iuri, por No Rastro do Camaleão e Sol de Amém
- Melhor Edição: Joa Pimentel e Leandro Cazumbá, por Câmara Viajante
- Melhor Roteiro: Carlos Eduardo Nogueira, por Yansan
- Melhor Som: Chico Borôro, por Paralelos
- Melhor Direção de Arte: Carlos Eduardo Nogueira, por Yansan
- Melhor Ator: Cláudio Jaborandy, por Dia de Folga
- Melhor Atriz: Leuda Bandeira, por Sol de Amém

## 2008: 18ª Edição
MOSTRA COMPETITIVA IBERO-AMERICANA DE LONGA-METRAGEM
- Melhor Filme: Postales de Leningrado, dirigido por Mariana Rondón (Venezuela)[16]
- Melhor Diretor: Carlos Reygadas, por Luz Silenciosa (México-França-Holanda)
- Melhor Roteiro: Di Moretti, por Nossa Vida Não Cabe num Opala (Brasil).
- Melhor Fotografia: Alexis Zabé, por Luz Silenciosa (México-França-Holanda).
- Melhor Montagem: Shirley Thompson, por Circunstâncias Especiais/Special Circumstances (Chile-Estados Unidos).
- Melhor Som: Raul Locatelli, por Luz Silenciosa (México-França-Holanda).
- Melhor Trilha Sonora: Wagner Tiso, por Os Desafinados (Brasil).
- Melhor Direção de Arte: Lana Patrícia, por O Grão (Brasil).
- Melhor Ator: Juan Diego, por Vete de Mí (Espanha).
- Melhor Atriz: Ana Celentano, por Las Vidas Posibles (Argentina).

MOSTRA COMPETITIVA BRASILEIRA DE CURTA-METRAGEM
- Melhor Curta-metragem: Antonio Pode, dirigido por Ivan Morales (SP)
- Melhor Diretor: Juliana Rojas e Marco Dutra, por Um Ramo (SP).
- Melhor Fotografia: Aloysio Raulino, por Corpo Presente (SP).
- Melhor Montagem: Anita Rocha da Silveira, por Vampiro do Meio Dia (RJ).
- Melhor Roteiro: Anita Rocha da Silveira, por Vampiro do Meio Dia (RJ).
- Melhor Som: Leonardo Costa Gomes, por Antonio Pode (SP).
- Melhor Direção de Arte: Ana Teixeira e Ana Valeria González, por Antonio Pode (SP).
- Melhor Ator: Irandhir Santos, por Décimo Segundo (PE).
- Melhor Atriz: Helena Albergaria, por Um Ramo (SP).

## 2009: 19ª Edição
MOSTRA COMPETITIVA IBERO-AMERICANA DE LONGA-METRAGEM
- Melhor Filme: Se Nada Mais Der Certo, de José Eduardo Belmonte
- Melhor Direção: José Eduardo Belmonte, por Se Nada Mais Der Certo
- Melhor Fotografia: Jorge Crespo, por Haroldo Conti – Homo Viator (Argentina)
- Melhor Montagem: Frederico Ribeincher, por Se Nada Mais Der Certo
- Melhor Roteiro: Lírio Ferreira, por O Homem que Engarrafava Nuvens
- Melhor Trilha Sonora: Antônio Pinto, por À Deriva
- Melhor Som: Zezé Dalice e Waldir Xavier, por O Homem que Engarrafava Nuvens
- Melhor Direção de Arte: Erick Grass, por Os Deuses Quebrados (Cuba)
- Melhor Ator: Cauã Reymond, por Se Nada Mais Der Certo
- Melhor Atriz: Annia Bú, por Os Deuses Quebrados (Cuba)
- Prêmio da Crítica: Humberto Teixeira – O Homem que Engarrafava Nuvens, de Lírio Ferreira

MOSTRA COMPETITIVA DE CURTA-METRAGEM
- Melhor Curta-metragem: Os Sapatos de Aristeu, de René Guerra.
- Melhor Direção: Gilberto Scarpa, por Os Filmes que Não Fiz.
- Melhor Fotografia: Ivo Lopes, por A Montanha Mágica.
- Melhor Montagem: Vinicius Calderoni, por Os Sapatos de Aristeu.
- Melhor Roteiro: René Guerra, por Os Sapatos de Aristeu.
- Melhor Som: Alessandro Laroca, por Silêncio e Sombra.
- Melhor Direção de Arte: Dani Vilela e Karen Araujo, por Superbarroco.
- Melhor Ator: Everaldo Pontes, por Superbarroco.
- Melhor Atriz: Ceronha Pontes, por A Mulher Biônica.
- Menção Honrosa: Sweet Karolynne, de Ana Barbara Ramos
- Melhor Produção Cearense: A Mulher Biônica, de Armando Praça.
- Melhor Curta da Mostra Fortaleza Verde Imagem: As Crianças e a Mata, de Gerardo Damasceno.
- Prêmio da Crítica: Superbarroco, de Renata Pinheiro.

PRÊMIO ESPECIAL DO JÚRI
- Por trazer uma cultura distante do nosso universo e por resgatar memórias e sensações que parecem perdidas, o Prêmio Especial do Júri foi outorgado, por unanimidade, ao filme mexicano Coração do Tempo, de Alberto Cortés.

## 2010: 20ª Edição
MOSTRA COMPETITIVA IBERO-AMERICANA DE LONGA-METRAGEM
- Melhor Filme: O Último Verão de La Boyita.
- Melhor Diretor: Javier Rebollo, por A Mulher sem Piano.
- Melhor Fotografia: Santiago Racaj, por A Mulher sem Piano.
- Melhor Edição: Rosario Suárez e Andrés Tambornino, por O Último Verão de La Boyita.
- Melhor Roteiro: Lola Mayo e Javier Rebollo, por A Mulher sem Piano.
- Melhor Som: Lena Esquenazi, por O Último Verão de La Boyita.
- Melhor Trilha Original: Luiz Pretti e Uirá dos Reis, por Estrada para Ithaka.
- Melhor Direção de Arte: Juan Carlos Acevedo, por Do Amor e Outros Demônios.
- Melhor Ator: Damián Alcázar e Alfredo Catania, por El último comandante.
- Melhor Atriz: Miriel Cejas, por Lisanka.
- Prêmio Especial do Júri: Memória Cubana, de Alice Andrade e Iván Napoles.

MOSTRA COMPETITIVA BRASILEIRA DE CURTA-METRAGEM
- Melhor Curta-Metragem: Ensaio de Cinema, de Allan Ribeiro.
- Melhor Direção: Camilo Cavalcante, por Ave Maria ou Mãe dos Sertanejos.
- Melhor Fotografia: Antonio Luis Mendes, por Azul.
- Melhor Edição: Caio Zatti, por Ave Maria ou Mãe dos Sertanejos.
- Melhor Roteiro: Allan Ribeiro e Gatto Larsen, por Ensaio de Cinema.
- Melhor Som: Ouija.
- Melhor Direção de Arte: Flávio Takahashi, por Vento.
- Melhor Ator: Gatto Larsen, por Jardim Beleléu.
- Melhor Atriz: Zezita Matos, por Azul.

## 2011: 21ª Edição
MOSTRA COMPETITIVA IBERO-AMERICANA DE LONGA-METRAGEM
- Melhor Longa-Metragem: Mãe e Filha, de Petrus Cariry.
- Melhor Direção: Werner Schumann, por O Coro.
- Melhor Fotografia: Felipe Meneghel, por O Coro, de Werner Schumann.
- Melhor Montagem: Ernest Blasi e Carlos Prieto, por Bicicleta, Colher, Maçã, de Carlos Bosch.
- Melhor Roteiro: Petrus Cariry, Firmino Holanda e Rosemberg Cariry, por Mãe e Filha, de Petrus Cariry.
- Melhor Som: Erico Paiva e Petrus Cariry, por Mãe e Filha, de Petrus Cariry.
- Melhor Trilha Sonora Original: Josep Sanou, por Bicicleta, Colher, Maçã, de Carlos Bosch.
- Melhor Direção de Arte: Fernando González, por Pássaros de Papel, de Emílio Aragón.
- Melhor Ator: Héctor Medina, por Bilhete para o Paraíso, de Gerardo Chijona.
- Melhor Atriz: Claudia Lapacó, por Língua Materna, de Liliana Paolinelli.
- Prêmio da Crítica: Mãe e Filha, de Petrus Cariry.
- Prêmio BNB de Melhor Produção de Temática Nordestina: Mãe e Filha, de Petrus Cariry.

MOSTRA COMPETITIVA BRASILEIRA DE CURTA-METRAGEM
- Melhor Curta-Metragem: O Céu no Andar de Baixo, de Leonardo Cata Preta.
- Melhor Direção: Murilo Hauser, por Meu Medo.
- Melhor Roteiro: Rodolfo Barreto, por Com a Mosca Azul, de César Netto.
- Melhor Produção Cearense: Doce de Coco, de Allan Deberton.
- Prêmio da Crítica: O Céu no Andar de Baixo, de Leonardo Cata Preta.

## 2012: 22ª Edição
MOSTRA COMPETITIVA IBERO-AMERICANA DE LONGA-METRAGEM
- Melhor Direção: Cláudio Assis (PE), por Febre do Rato.
- Melhor Fotografia: Gaizka Bourgeaud, por Bertsolari (de Asier Altuna, ESP).
- Melhor Roteiro: Eliseo Altunaga, Rodrigo Bazaes, Guillermo Calderón e Andrés Wood, por Violeta foi para o Céu (de Andrés Wood, CHI).
- Melhor Som: Nerio Barberis e Santiago Arroyo, por Prazo de Validade (de Kenya Márquez, MEX).
- Melhor Trilha Sonora Original: Jorge Du Peixe, em Febre do Rato (de Cláudio Assis, PE).
- Melhor Direção de Arte: Juan Carlos Azevedo, por Em Nome da Filha (de Tania Hermida, EQU).
- Melhor Ator: Luis Ziembrowski, por Um Amor (de Paula Hernández, ARG).
- Melhor Atriz: Graziela Felix, por Rânia (de Roberta Marques, BRA).
- Prêmio do Júri Oficial: Prazo de Validade, de Kenya Márquez (MEX).
- Prêmio Edição: Andrea Chignoli, por Violeta foi para o Céu (de Andrés Wood, CHI).
- Prêmio da Crítica Internacional: Um Amor (de Paula Hernández, ARG).

MOSTRA COMPETITIVA BRASILEIRA DE CURTA-METRAGEM
- Melhor Curta: Os Lados da Rua, de Diego Zon.
- Melhor Direção: Roberval Duarte, por Santas (RJ).
- Melhor Roteiro: Luiza Favale, Marcus Vinícius Vasconcelos, Nádia Mangolini e Vanessa Reis, por Realejo (de Marcus Vinícius Vasconcelos).
- Melhor Produção Cearense: Querença, de Iziane Filgueiras Mascarenhas.

## 2013: 23ª Edição
MOSTRA COMPETITIVA IBERO-AMERICANA DE LONGA-METRAGEM
- Melhor Filme: Emak Bakia, de Oskar Alegria (Espanha)
- Melhor Direção: Luis Dantas, por Se Deus Vier ,que Venha Armado (Brasil)
- Melhor Fotografia: Hélcio "Alemão" Negamine, por Se Deus Vier ,que Venha Armado (Brasil)
- Melhor Edição: Luciano Origlio, por Mercedes Sosa (Argentina)
- Melhor Roteiro: Diego Fernández Pujol, por Rincón de Darwin (Uruguai)
- Melhor Som: Abel Hernández, por Emak Bakia (Espanha)
- Melhor Trilha Sonora Original: Ney Matogrosso, por Olho Nu (Brasil)
- Melhor Direção de Arte: Gonzalo Delgado, por Rincón de Darwin (Uruguai)
- Melhor Ator: Ariclenes Barroso, por Se Deus Vier ,que Venha Armado (Brasil)
- Melhor Atriz: Laura de La Uz, por O Filme de Ana (Cuba)
- Prêmio Especial do Júri: O Paciente Interno - Pelo esforço investigativo e pelo poder da história que resgata um conturbado período histórico da América Latina.

MOSTRA COMPETITIVA BRASILEIRA DE CURTA-METRAGEM
- Melhor Curta: Jessy, de Paula Lice, Rodrigo Luna e Ronei Jorge (Bahia)
- Melhor Direção: Sanã, de Marcos Pimentel (Minas Gerais/Maranhão)
- Melhor Roteiro: O que lembro, tenho, de Raphael Barbosa (Alagoas)
- Melhor Produção Cearense: O Melhor Amigo, de Allan Deberton (Ceará)

## 2014: 24ª Edição
MOSTRA COMPETITIVA IBERO-AMERICANA DE LONGA-METRAGEM
- Melhor Longa-Metragem: A Estrada 47, de Vicente Ferraz (Brasil)
- Melhor Direção: Luiz Urquiza, por Obediência Perfeita (México)
- Melhor Roteiro: Alfonso Zarauza e Jaione Caborda, por Os Fenômenos (Espanha)
- Melhor Atriz: Loreto Arabena, por Não Sou Lorena (Chile)
- Melhor Ator: Sebastián Aguirre, por Obediência Perfeita (México)
- Melhor Fotografia: Alberto Diaz, por Os Fenômenos (Espanha)
- Melhor Edição: Luisa Marques, por A Vida Privada dos Hipopótamos (Brasil)
- Melhor Direção de Arte: Sergio Tribastone, por A Estrada 47 (Brasil)
- Melhor Som: Alejandro Delcaga e Diego Gat, por Dólares de Areia (República Dominicana)
- Melhor Trilha Sonora Original: Piti Sanz e Anxo Graña, por Os Fenômenos (Espanha)

MOSTRA COMPETITIVA BRASILEIRA DE CURTA-METRAGEM
- Melhor Curta-Metragem: Edifício Tatuapé Mahal, de Carolina Markowicz e Fernanda Salloum
- Melhor Direção: Menino da Gamboa, de Rodrigo Luna e Pedro Perazzo
- Melhor Roteiro: Marina Não Vai à Praia, de Cássio Pereira dos Santos
- Melhor Produção Cearense: Joaquim Bralhador, de Marcio Câmara

## 2015: 25ª Edição
MOSTRA COMPETITIVA IBERO-AMERICANA DE LONGA-METRAGEM
- Melhor Longa-Metragem: O Clube
- Melhor Direção: Lisandro Alonso, por Jauja
- Melhor Fotografia: Leonardo Simões, por Cavalo Dinheiro
- Melhor Edição: Yan Veja, por A Obra do Século
- Melhor Roteiro: Guilhermo Calderón, Daniel Villalobos e Pablo Larraín, por O Clube
- Melhor Som: Óliver Blanc e Vasco Pedroso, por Cavalo Dinheiro
- Melhor Trilha Sonora Original: Vicente Rorras, em A Obra do Século
- Melhor Direção de Arte: Pedro Costa, por Cavalo Dinheiro
- Melhor Ator: Elenco masculino do filme O Clube
- Melhor Atriz: Itziar Ituño, de Loreak
- Prêmio Especial do Júri: Cordilheiras no Mar: A Fúria do Fogo Bárbaro
- Prêmio da Crítica (Abraccine): O Clube
- Menção Honrosa da Crítica (Abraccine): Crumbs

MOSTRA COMPETITIVA BRASILEIRA DE CURTA-METRAGEM
- Melhor Curta-Metragem: Kyoto, de Deborah Viegas
- Melhor Direção: Virgindade, de Chico Lacerda
- Melhor Roteiro: Quintal, de André Novais Oliveira
- Melhor Produção Cearense: Miragem, de Virgínia Pinho
- Prêmio Especial do Júri: Feio, Velho e Ruim, de Marcus Curvelo
- Prêmio da Crítica (Abraccine): Quintal, de André Novais Oliveira

MOSTRA OLHAR DO CEARÁ
- Prêmio Descaminhos dos Sentidos: Citopídeo, do grupo Chinfrapala
- Prêmio A Ficção Necessária: Tenho um dragão que mora comigo, de Wislan Esmeraldo
- Prêmio Melhor Filme: Alguns Páreos em Palermo, de Gabriel Silveira
- Menção Honrosa: Vailamideus, de Ticiana Augusto Lima

## 2016: 26ª Edição
MOSTRA COMPETITIVA IBERO-AMERICANA DE LONGA-METRAGEM
- Melhor Longa-Metragem: Clever
- Melhor Direção: Maresia
- Melhor Fotografia: Avó
- Melhor Montagem: Menino 23 – Infâncias Perdidas no Brasil
- Melhor Roteiro: Menino 23 – Infâncias Perdidas no Brasil
- Melhor Som: Epitáfio
- Melhor Trilha Sonora: Clever
- Melhor Direção de Arte: Avó
- Melhor Ator: Júlio Andrade, por Maresia
- Melhor Atriz: Sabrina Greve, por Clarisse, ou alguma coisa sobre nós dois
- Prêmio da Crítica (Abraccine): Avó

MOSTRA COMPETITIVA BRASILEIRA DE CURTA-METRAGEM
- Melhor Curta-Metragem: O Teto Sobre Nós
- Melhor Direção: Índios no Poder
- Melhor Roteiro: Fotograma
- Melhor Produção Cearense: A Festa e os Cães
- Prêmio da Crítica (Abraccine): Fotograma

MOSTRA OLHAR DO CEARÁ
- Melhor Curta-Metragem: Cinemão
- Prêmio da Crítica (Aceccine): Antes da Encanteria

PRÊMIOS ESPECIAIS
- Prêmio Aquisição Canal Brasil – Melhor Filme da Mostra Competitiva Brasileira de Curta-Metragem (R$ 15.000,00): USP 7%
- Prêmio Olhar Universitário | Troféu Mucuripe
  - Melhor Curta: Janaína Overdrive
  - Melhor Longa: Casa Blanca

## 2017: 27ª Edição
MOSTRA COMPETITIVA IBERO-AMERICANA DE LONGA-METRAGEM
- Melhor Filme: Ninguém Está Olhando, de Julia Solomonoff (Argentina/EUA/Espanha/Brasil/Colômbia)
- Melhor Direção: Fernando Pérez, por Últimos Dias em Havana (Cuba/Espanha)
- Melhor Atriz: Lola Amores, por Santa e Andrés
- Melhor Ator: Guillermo Pfening, por Ninguém Está Olhando
- Melhor Roteiro: Santa e Andrés, escrito por Carlos Lechuga (Cuba/Colômbia/França)
- Melhor Fotografia: Últimos Dias em Havana, por Raúl Pérez Ureta
- Melhor Trilha Sonora: Uma Mulher Fantástica, por Matthew Herbert (Chile/Alemanha/Espanha/EUA)
- Melhor Som: Uma Mulher Fantástica, por Isaac Moreno
- Melhor Montagem: Ninguém Está Olhando, por Andrés Tamborino, Karen Sztajnberg e Pablo Barbieri Carrera
- Melhor Direção de Arte: Malasartes e o Duelo Com a Morte, por Tulé Peake (Brasil)
- Prêmio da Crítica | ABRACCINE: Ninguém Está Olhando, de Julia Solomonoff

MOSTRA COMPETITIVA BRASILEIRA DE CURTA-METRAGEM
- Melhor Curta-Metragem: Festejo Muito Pessoal, de Carlos Adriano (SP)
- Melhor Direção: Valentina, de Estevão Meneguzzo e André Félix (RJ)
- Melhor Roteiro: Memórias do Subsolo ou O Homem que Cavou Até Encontrar uma Redoma, de Felipe Camilo (CE)
- Melhor Produção Cearense: Caleidoscópio, de Natal Portela
- Prêmio da Crítica | ABRACCINE: Vênus – Filó a Fadinha Lésbica, de Sávio Leite (MG)

## 2018: 28ª Edição
MOSTRA COMPETITIVA IBERO-AMERICANA DE LONGA-METRAGEM
- Melhor Filme: Petra, de Jaime Rosales
- Melhor Direção: Jaime Rosales, por Petra
- Melhor Roteiro: Petra, escrito por Jaime Rosales, Clara Roquet e Michel Gaztambide
- Melhor Atriz: Natalia Aragonese, por Cabras de Merda
- Melhor Ator: Joan Botey, por Petra
- Melhor Fotografia: O Barco, por Petrus Cariry
- Melhor Montagem: Diamantino, por Raphaëlle Martin-Holger
- Melhor Som: O Barco, por Yures Viana, Erico Paiva e Petrus Cariry
- Melhor Trilha Sonora Original: O Barco, por João Victor Barroso
- Melhor Direção de Arte: Cabras de Merda, por Carlos Garrido
- Prêmio da Crítica: Petra, de Jaime Rosales
- Olhar Universitário: O Barco, de Petrus Cariry

MOSTRA COMPETITIVA BRASILEIRA DE CURTA-METRAGEM
- Melhor Produção Cearense: A Canção de Alice, de Barbara Cariry
- Melhor Roteiro: Só por Hoje, escrito por Sabrina Garcia
- Melhor Direção: Lucas Rossi, por O Vestido de Myriam
- Melhor Curta-Metragem: Nova Iorque, de Leo Tabosa
- Troféu Samburá | Melhor Direção: Guilherme Gehr, por Plantae
- Troféu Samburá | Melhor Curta-Metragem: O Vestido de Myriam, de Lucas Rossi
- Olhar Universitário: O Vestido de Myriam, de Lucas Rossi
- Prêmio Aquisição Canal Brasil: O Vestido de Myriam, de Lucas Rossi
- Prêmio da Crítica: Nova Iorque, de Leo Tabosa

## 2019: 29ª Edição
MOSTRA COMPETITIVA IBERO-AMERICANA DE LONGA-METRAGEM
- Melhor Filme: Greta, de Armando Praça
- Melhor Direção: Armando Praça, por Greta
- Melhor Roteiro: A Viagem Extraordinária de Celeste García, escrito por Arturo Infante
- Melhor Atriz: María Isabel Díaz Lago, por A Viagem Extraordinária de Celeste García
- Melhor Ator: Marco Nanini, por Greta
- Melhor Fotografia: Canção sem Nome, por Inti Briones
- Melhor Montagem: A Viagem Extraordinária de Celeste García, por Joanna Montero
- Melhor Som: Ressaca, por Romain Huonnic
- Melhor Trilha Sonora Original: Canção sem Nome, por Pauchi Sasaki
- Melhor Direção de Arte: Notícias do Fim do Mundo, por Sérgio Silveira
- Prêmio da Crítica: Canção sem Nome, de Melina León (Peru)
- Olhar Universitário: Canção sem Nome, de Melina León

MOSTRA COMPETITIVA BRASILEIRA DE CURTA-METRAGEM
JÚRI OFICIAL
- Melhor Produção Cearense: Pop Ritual, de Mozart Freire
- Melhor Roteiro: O Grande Amor de um Lobo, escrito por Kennel Rógis e Adrianderson Barbosa
- Melhor Direção: Giu Nishiyama e Pedro Nishi, por Livro e Meio
- Melhor Curta-metragem: Marie, de Leo Tabosa

TROFÉU SAMBURÁ | Vida & Arte – Fundação Demócrito Rocha
- Melhor Direção: Mirrah Iañez, por Rua Augusta, 1029
- Melhor Curta-metragem: Ilhas de Calor, de Ulisses Arthur

PRÊMIOS ESPECIAIS
- Olhar Universitário: Pop Ritual, de Mozart Freire
- Prêmio Canal Brasil: O Grande Amor de um Lobo, de Kennel Rógis e Adrianderson Barbosa
- Prêmio da Crítica | Júri Abraccine: Livro e Meio, de Giu Nishiyama e Pedro Nishi
- Prêmio Mistika – Melhor filme da Competitiva Brasileira de Curta-metragem: Marie, de Leo Tabosa
- Prêmio CTAV – Centro Técnico Audiovisual – Melhor Produção Cearense de Curta-Metragem: Pop Ritual, de Mozart Freire
- Prêmio Link Digital – Melhor Produção Cearense de Curta-Metragem: Pop Ritual, de Mozart Freire

MOSTRA OLHAR DO CEARÁ
- Melhor Longa-metragem: Currais, de David Aguiar e Sabina Colares
- Melhor Curta-metragem: Aqueles Dois, de Émerson Maranhão

Prêmios Especiais da Mostra Olhar do Ceará
- Prêmio Unifor de Cinema – Melhor Curta-metragem: Aqueles Dois, de Émerson Maranhão
- Prêmio Mistika – Melhor Filme da Mostra Olhar do Ceará: Aqueles Dois, de Émerson Maranhão
- Prêmio CTAV – Centro Técnico Audiovisual – Melhor Curta-metragem da Mostra Olhar do Ceará: Aqueles Dois, de Émerson Maranhão

MOSTRA ÁGUA FUTURO | Júri Olhar Universitário
- Melhor Filme: Olho D’água, de Anália Alencar

## 2020: 30ª Edição
MOSTRA COMPETITIVA IBERO-AMERICANA DE LONGA-METRAGEM
- Melhor Longa-metragem: A Meia Voz, de Patricia Pérez e Heidi Hassan
- Melhor Direção: Théo Court, por Branco no Branco
- Melhor Atriz: Amanda Minujín, por As Boas Intenções
- Melhor Ator: Roney Villela, por A Morte Habita à Noite
- Melhor Roteiro: Anabel Rodríguez Ríos e Sepp Brudermann, por Era Uma Vez na Venezuela
- Melhor Fotografia: John Márquez, por Era Uma Vez na Venezuela
- Melhor Montagem: Heidi Hassan, Patricia Pérez e Diana Toucedo, por A Meia Voz
- Melhor Trilha Sonora Original: Jonay Armas, por Branco no Branco
- Melhor Som: Carlos García, por Branco no Branco
- Melhor Direção de Arte: Amparo Baeza, por Branco no Branco

MOSTRA COMPETITIVA BRASILEIRA DE CURTA-METRAGEM
- Melhor Curta-metragem: Não Te Amo Mais, de Yasmin Gomes
- Melhor Direção: A Volta para Casa, de Diego Freitas
- Melhor Roteiro: A Beleza de Rose, de Natal Portela
- Prêmio Aquisição Canal Brasil: 5 Estrelas, de Fernando Sanches
- Troféu Samburá Melhor Curta-metragem: O Barco e o Rio, de Bernardo Ale Abinader
- Troféu Samburá Melhor Diretor: Natal Portela, por A Beleza de Rose

MOSTRA OLHAR DO CEARÁ
- Melhor Longa-metragem: Cabeça de Nêgo, de Déo Cardoso
- Melhor Curta-metragem: Noite de Seresta, de Sávio Fernandes e Muniz Filho
- Prêmio Unifor de Audiovisual: Noite de Seresta, de Sávio Fernandes e Muniz Filho
- Prêmio Olhar Universitário de Melhor Curta-metragem: Terceiro Dia, de Jéssica Queiroz
- Prêmio Enel de Sustentabilidade: Rio de Vozes, de Andrea Santana e Jean-Pierre Duret

## 2021: 31ª Edição
MOSTRA COMPETITIVA IBERO-AMERICANA DE LONGA-METRAGEM
- Melhor Longa-Metragem (Troféu Mucuripe): 5 Casas, de Bruno Gularte Barreto
- Melhor Direção: Alicia Cano Menoni, por Bosco
- Melhor Atuação Feminina: Clebia Sousa, por Fortaleza Hotel
- Melhor Atuação Masculina: Vanderlei Bernardino, por Fortaleza Hotel
- Melhor Roteiro: Bruno Gularte Barreto e Vicente Moreno, por 5 Casas
- Melhor Fotografia: Petrus Cariry, por A Praia no Fim do Mundo
- Melhor Montagem: Guillermo Madeiro, por Bosco
- Melhor Trilha Sonora Original: Giorgio Ferrero e Rodolfo Mong, por Bosco
- Melhor Som: Emil Klotzsh, por 5 Casas
- Melhor Direção de Arte: Sergio Silveira, por A Praia do Fim do Mundo
- Prêmio da Crítica – ABRACCINE: A Praia do Fim do Mundo, de Petrus Cariry

MOSTRA COMPETITIVA BRASILEIRA DE CURTA-METRAGEM
- Melhor Curta-Metragem (Troféu Mucuripe): Chão de Fábrica, de Nina Kopko
- Melhor Direção: Pedro Gonçalves, por O Resto
- Melhor Roteiro: Carlos Segundo, por Sideral
- Prêmio da Crítica – ABRACCINE: O Durião Proibido, de Txai Ferraz
- Prêmio Canal Brasil de Curtas: Chão de Fábrica, de Nina Kopko
- Troféu Samburá Melhor Curta-Metragem: Sideral, de Carlos Segundo
- Troféu Samburá de Melhor Direção: Júlia Fávero e Victoria Negreiros, por Como Respirar Fora d’Água

MOSTRA OLHAR DO CEARÁ
- Melhor Longa-Metragem: Minas Urbanas, de Natália Gondim
- Melhor Curta-Metragem: Sebastiana, de Cláudio Martins
- Prêmio Unifor de Audiovisual: Sebastiana, de Cláudio Martins

## 2022: 32ª Edição
Mostra Competitiva Ibero-Americana de Longa-metragem
- Melhor Longa-metragem: Inseparáveis (Las Cercanas), de María Álvarez
- Melhor Direção: Carlos Lechuga, por Vicenta B
- Melhor Atuação Feminina: Linnett Hernández Valdés, por Vicenta B
- Melhor Atuação Masculina: Démick Lopes, por A Filha do Palhaço
- Melhor Roteiro: Eduardo Casanova, por A Piedade (La piedad)
- Melhor Fotografia: Victor Silva, por Green Grass
- Melhor Montagem: María Álvarez, por Inseparáveis (Las Cercanas)
- Melhor Trilha Sonora Original: Pedro Onetto, por A Piedade (La piedad)
- Melhor Som: Mar González, Mercedes Tennina e Sebastián Gonzáles, por A Piedade (La piedad)
- Melhor Direção de Arte: Melanie Antón, por A Piedade (La piedad)

- Prêmio da Crítica – ABRACCINE: Inseparáveis (Las Cercanas), de María Álvarez

Mostra Competitiva Brasileira de Curta-metragem
- Melhor Curta-metragem: “Big Bang”, de Carlos Segundo
- Melhor Direção: Laís Santos Araújo, por “Infantaria”
- Melhor Roteiro: Renan Barbosa Brandão, por “Último Domingo”

- Prêmio da Crítica – ABRACCINE: “Infantaria”, de Laís Santos Araújo
- Prêmio Canal Brasil de Curtas – Melhor Filme: “Big Bang”, de Carlos Segundo (Troféu Canal Brasil e prêmio no valor de R$ 15 mil)
- Troféu Samburá – Melhor Curta-metragem (Vida & Arte, do Jornal O Povo): “Infantaria”, de Laís Santos Araújo
- Troféu Samburá – Melhor Direção (Vida & Arte, do Jornal O Povo): Breno Alvarenga, por “Camaco”

Mostra Olhar Ceará
- Melhor Longa-metragem: “Escuridão na Terra da Luz”, de Popy Ribeiro
- Melhor Curta-metragem: “Ópera sem Ingresso”, de Andreia Pires

## 2023: 33ª Edição
Mostra Competitiva Ibero-Americana de Longa-metragem
| Categoria                     | Vencedor(es)                       | Obra(s)                  |
| ----------------------------- | ---------------------------------- | ------------------------ |
| Melhor Filme                  | Alan González                      | La mujer salvaje         |
| Melhor Direção                | María Zanetti                      | Alemania                 |
| Melhor Atuação Principal      | Lola Amores                        | La mujer salvaje         |
| Melhor Atuação                | Coletivo de atores                 | Sou Amor                 |
| Melhor Roteiro                | María Zanetti                      | Alemania                 |
| Melhor Fotografia             | Gabriel Díaz                       | El castigo               |
| Melhor Montagem               | Tin Dirdamal                       | Ahora a luz cae vertical |
| Melhor Trilha Sonora          | Nantu Studio                       | Cielo Abierto            |
| Melhor Som                    | Michel Caballero e Angie Hernández | La mujer salvaje         |
| Melhor Direção de Arte        | Michaela Saiegh                    | Alemania                 |
| Prêmio da Crítica – ABRACCINE | Matías Bize                        | El castigo (Chile)       |

Mostra Competitiva Brasileira de Curta-metragem
| Categoria                              | Vencedor(es)                       | Obra(s)                    |
| -------------------------------------- | ---------------------------------- | -------------------------- |
| Melhor Filme                           | Olavo Junior                       | Os Finais de Domingos (CE) |
| Melhor Direção                         | Leo Tabosa                         | Dinho                      |
| Melhor Roteiro                         | Rodolpho de Barros e Torquato Joel | Pulmão de Pedra            |
| Prêmio Canal Brasil de Curtas          | Torquato Joel                      | Pulmão de Pedra (PB)       |
| Troféu Samburá – Melhor Curta-metragem | Alan Sousa e Leão Neto             | Circuito (CE)              |
| Troféu Samburá – Melhor Diretor        | Adriana de Faria                   | Cabana                     |
| Prêmio da Crítica – ABRACCINE          | Torquato Joel                      | Pulmão de Pedra (PB)       |

Mostra Olhar Ceará
| Categoria                        | Vencedor(es)                                                | Obra(s)                         |
| -------------------------------- | ----------------------------------------------------------- | ------------------------------- |
| Melhor Longa-metragem            | Diego Hoefel                                                | Represa                         |
| Melhor Direção de Longa-metragem | Tarcísio Rocha Filho, Victor Costa Lopes e Wislan Esmeraldo | Um Pedaço do Mundo              |
| Melhor Curta-metragem            | Cris Sousa e Weslley Oliveira                               | Urubu Aterrado                  |
| Melhor Direção de Curta-metragem | Grenda Costa                                                | O Primeiro Movimento é Explosão |

## 2024: 34ª Edição
Mostra Competitiva Ibero-Americana de Longa-metragem
| Categoria                     | Vencedor(es)                                                         | Obra(s)                                                      |
| ----------------------------- | -------------------------------------------------------------------- | ------------------------------------------------------------ |
| Melhor Longa-metragem         | Laura González                                                       | Milonga                                                      |
| Melhor Direção                | Fabien Pisani                                                        | EN LA CALIENTE – Contos de um Guerreiro do Reggaeton         |
| Melhor Atuação Principal      | Matheus Abreu                                                        | Um Lobo Entre os Cisnes                                      |
| Melhor Atuação Coadjuvante    | Darío Grandinetti                                                    | Um Lobo Entre os Cisnes                                      |
| Melhor Roteiro                | Laura González                                                       | Milonga                                                      |
| Melhor Fotografia             | Marcos Hastrup                                                       | Linda                                                        |
| Melhor Montagem               | Yoel Morales e Patrícia Pepen                                        | A Bachata do Biônico                                         |
| Melhor Trilha Sonora Original | Maestro José Prattes                                                 | Brasiliana: o musical negro que apresentou o Brasil ao mundo |
| Melhor Som                    | Lena Esquenazi, Valeria Mancheva, Jaime Baksht e Michelle Couttolenc | EN LA CALIENTE – Contos de um Guerreiro do Reggaeton         |
| Melhor Direção de Arte        | Dina Salem Levy                                                      | Um Lobo Entre os Cisnes                                      |
| Prêmio da Crítica – ABRACCINE | Mariana Wainstein                                                    | Linda                                                        |

Mostra Competitiva Brasileira de Curta-metragem
| Categoria                              | Vencedor(es)                                     | Obra(s)                                                                            |
| -------------------------------------- | ------------------------------------------------ | ---------------------------------------------------------------------------------- |
| Melhor Curta-metragem                  | Lis Paim                                         | Fenda (CE)                                                                         |
| Melhor Direção                         | Catapreta                                        | Dona Beatriz Ñsîmba Vita (MG)                                                      |
| Melhor Roteiro                         | Ulisses Arthur e elenco do projeto Cinema na Chã | Cavaram uma cova no meu coração (AL)                                               |
| Prêmio da Crítica – ABRACCINE          | Lucas Abrahão                                    | Maputo (SP)                                                                        |
| Prêmio Canal Brasil de Curtas          | Angelo Defanti                                   | Eu sou um pastor alemão (RJ/SP) Troféu Canal Brasil e prêmio no valor de R$ 15 mil |
| Troféu Samburá – Melhor Curta-metragem | Lis Paim                                         | Fenda (CE)                                                                         |
| Troféu Samburá – Melhor Diretor        | Ulisses Arthur                                   | Cavaram uma cova no meu coração (AL)                                               |

Mostra Olhar Ceará
| Categoria             | Vencedor(es)                   | Obra(s)                                       |
| --------------------- | ------------------------------ | --------------------------------------------- |
| Melhor Longa-metragem | Joe Pimentel                   | Antônio Bandeira – O Poeta das Cores          |
| Melhor Curta-metragem | Margot Leitão e João Fontenele | Raposa Ganha também o Prêmio Unifor de Cinema |